# Мальвидин
Мальвидин — О-метилированный антоцианин, производное 3',5'-метоксидельфинидина. Он является первичным растительным пигментом, гликозиды которого широко встречаются в природе.

## Нахождение в природе
Мальвидин отвечает за синий окрас лепестков цветков Примулы и растений группы polyanthus. Синие цветки Anagallis monelli также имеют высокое содержание мальвидина.
В первую очередь, он отвечает за винную окраску Vitis vinifera, являющейся одним из его источников. Он также присутствует в других ягодах, таких как голубика (Vaccinium corymbosum)  или ирга (Amelanchier alnifolia). Плоды акаи считают ценным естественным источником мальвидина.

## Химические свойства
Слабо кислые и нейтральные растворы мальвидина окрашены в характерный красный цвет, в то же время щелочные растворы плодов мальвидина окрашены в синий цвет.
При расщеплении мальвидин выделяет сиреневую кислоту.

## Применение в качестве маркера в археологии
При расщеплении мальвидин выделяет сиреневую кислоту, благодаря которой обнаружен, содержащийся шедех в кувшинах, напиток со времен Древнего Египта. Мальвидин также применяли на территории винодельни Арени-1, 6100-летней винодельни, которая была обнаружена в группе пещер Арени-1, в деревне Арени, в Вайотс Дзор, провинции Армении.